# Putineiu (župa Teleorman)
Putineiu je rumunská obec v župě Teleorman. V roce 2011 zde žilo 2 371 obyvatel. Obec se skládá ze tří částí.

## Části obce
- Putineiu – 1 149 obyvatel
- Băduleasa – 838
- Cârlomanu – 384